# Хархорум (музей)
Музей «Хархорум» (монг. Хархорум музей) — историко-археологический музей в сомоне Хархорин монгольского аймака Уверхангай.

## История
Решение о создании музея истории столицы Монгольской империи Каракорума, выполняющего функции коллекционирования уникальных памятных предметов, исследования, хранения, пропаганды истории и культуры, связанных со всемирным наследием долины реки Орхон, было принято правительством страны совместно с правительством Японии в 2007 году. Первоначально мысль о создании подобного музея появилась одновременно с предложением вернуть Хархорину статус столицы страны.
Выразив поддержку проекта по созданию этого музея правительство Японии в рамках своей безвозмездной помощи предоставило 5 миллионов долларов США. Начавшиеся в июне 2009 года строительные работы выполнила японская компания «Коноике». Музей открылся 8 июня 2011 года. На дальнейшее обустройство прилегающей территории и прочие работы правительством было дополнительно выделено 450 миллионов монгольских тугриков.

## Экспозиция
Экспозиция музея разделена на три секции: секцию каменного века, секцию бронзового века, секцию ранних государств и Монгольской империи. В частности, в последней секции представлены серебряные монеты времён Чингисхана и Угедея, пайцзы Хубилая и другие экспонаты, связанные с историей столицы Монгольской империи. Центральное место в экспозиции занимает макет города. В музее имеются реставрационные мастерские, библиотека, зал семинаров и зал временных экспозиций.